# تكية (بابويي)
تكية (بالفارسية: تکیه) هي قرية تقع في إيران في قسم بابويي الريفي. يقدر عدد سكانها بـ 36 نسمة بحسب إحصاء 2016.